# ويلبر ماك
ويلبر ماك (بالإنجليزية: Wilbur Mack)‏ هو ممثل أمريكي، ولد في 29 يوليو 1873 في الولايات المتحدة، وتوفي في 13 مارس 1964 بهوليوود في الولايات المتحدة.

## وصلات خارجية
- ويلبر ماك على موقع IMDb (الإنجليزية)
- ويلبر ماك على موقع قاعدة بيانات الفيلم (الإنجليزية)